# Plemenitaš (Vrbovsko)
Plemenitaš je pogranično naselje u Hrvatskoj u sastavu Grada Vrbovskog. Nalazi se u Primorsko-goranskoj županiji.

## Zemljopis
Nalaze se na jugozapadnoj obali rijeke Kupe, koja na tom mjestu čini luk. 
U Hrvatskoj se sjeverozapadno nalaze Štefanci, Radočaj, Blaževci, sjeverno je Zapeć, jugoistočno su Zaumol i Lesci.
Preko Kupe je Slovenija. Sjeverno u Sloveniji su Sodevci, Dečinska stena, sjeveroistočno Dečina i Gorenji Radenci, istočno su Srednji Radenci i Dolenji Radenci, a jugoistočno Velika stena nad Radenci, Hrib i Breg pri Sinjem Vrhu.

## Stanovništvo
| broj stanovnika | 276   | 212   | 256   | 274   | 250   | 183   | 158   | 145   | 155   | 142   | 133   | 112   | 76    | 91    | 43    | 38    | 38    |
|                 | 1857. | 1869. | 1880. | 1890. | 1900. | 1910. | 1921. | 1931. | 1948. | 1953. | 1961. | 1971. | 1981. | 1991. | 2001. | 2011. | 2021. |